# Jedrska energija v Sloveniji
V letu 2011 je jedrska energija v Sloveniji proizvedla 41,7% celotne proizvedene električne energije v državi.
Od marca 2010 v Sloveniji deluje 1 jedrska elektrarna, jedrska elektrarna Krško, ki ima 1 obratovalni reaktor tipa 666 MW PWR.
Zaprtih jedrskih elektrarn ni.

## Raziskovalni reaktor
Slovenija ima reaktor TRIGA z močjo 250 kW na Inštitutu Jožef Stefan, ki deluje od leta 1966.

## Ravnanje z odpadki in geološka odlagališča
Vsi odpadki se skladiščijo v krški elektrarni, strategija za dolgoročno ravnanje z izrabljenim gorivom, sprejeta leta 1996, priporoča njegovo neposredno odlaganje, vendar pušča odprto možnost poznejše odločitve o ponovni predelavi. V Vrbini je v izgradnji trajno odlagališče za srednje in nizke odpadke, ki bi ga morali odpreti leta 2013; to mesto je bilo izbrano po 5 letih študija in za vključeno prebivalstvo je predvideno nadomestilo v višini 5 milijonov EUR na leto. Skladišče je sestavljeno iz dveh silosov, od katerih bo 9.400 m³ materiala, kar zadostuje za odlaganje slovenskega deleža krških odpadkov in drugih materialov. 

## Proizvajanje urana
Slovenija ni proizvajalec urana, čeprav je bila v preteklosti, saj je bilo izkopanih skupaj 820 ton kovine. Ima skromne vire urana, količinsko opredeljene v 5500 t urana pri <130 $ / kg v "Rdeči knjigi" iz leta 2007. 